# Warwick (Rhode Island)
Warwick é uma cidade localizada no estado americano de Rhode Island, no condado de Kent. Foi fundada em 1642 e incorporada em 1931.

## Geografia
De acordo com o United States Census Bureau, a cidade tem uma área de 129 km², onde 90,7 km² estão cobertos por terra e 38,2 km² por água.

## Demografia
Segundo o censo nacional de 2010, a sua população é de 82 672 habitantes e sua densidade populacional é de 910,9 hab/km². É a cidade mais populosa do condado de Kent e a segunda mais populosa de Rhode Island. Em 10 anos, teve a maior redução populacional entre as localidades do condado. Possui 37 730 residências, que resulta em uma densidade de 415,74 residências/km².